# 蘇洪
蘇洪（1402年—？），字大用，直隸真定府晉州安平縣人，民籍。明朝政治人物。進士出身。

## 生平
順天府鄉試第三十五名。宣德八年（1433年）癸丑科會試第二十八名，殿試登進士第二甲第三名。

## 家族
曾祖蘇顯宗。祖父蘇士原，贈工部員外郎。父蘇起，曾任任工部員外郎。